# Карпенко Вікторія
Вікторія Карпенко (нар. 15 березня 1981, Херсоні, УРСР) — срібна призерка чемпіонату світу та олімпіади 2000 року зі спортивної гімнастики. Вона почала займатись гімнастикою у віці чотирьох років, а в 1996 році стала чемпіонкою України.

## Історія змагань
Карпенко дебютувала у світі на чемпіонаті світу 1995 року в японському Сабае, маючи сильні виступи; однак її затьмарили ветеранки-гімнастки. Незабаром вона пошкодила стегнову кістку та не змогла змагатися на Олімпійських іграх 1996 року. Наступного року вона зламала палець під час тренувань і була змушена спостерігати за чемпіонатом світу 1997 року з трибун.
У березні 1998 року вона здивувала тренерів, вигравши Кубок Америки проти американських кандидатів Ванесси Атлер та Крістен Мелоні. У квітні вона посіла друге місце у фіналі нерівних брусків після п'ятикратної чемпіонки світу з нерівних брусків Світлани Хоркіної на чемпіонаті Європи. На чемпіонаті світу 1999 року Карпенко виступила з легкістю і посіла друге місце у багатоборстві.
На початку 2000 року справи Карпенко виглядали чудово, оскільки вона виграла підготовчі матчі на чемпіонаті Європи в Парижі. Зайнявши третє місце в багатоборстві, вона також виборола срібло на нерівних брусках і зрівнялася за чергове друге місце на фінішних вправах у фіналі змагань. Незважаючи на ці досягнення, Карпенко відома своїм виступом на Олімпійських іграх 2000 року, де вона не заробила медалі. Улюбленеця у багатоборстві, Карпенко була на першому місці, переходячи до остаточної ротації. Закінчивши свою першу передачу на підлозі, вона вдарила палець ноги, спіткнулася і випала. Згодом вона отримала оцінку 8,725 і опустилася на 12 місце.
Карпенко переїхала до Болгарії в червні 2002 р., і мала два короткочасні повернення до спорту у 2003 і в 2006 рр., змагаючись за Болгарію. Після травм, вона ніколи не відновила форми та індивідуальних результатів.
У березні 2012 року Китай позбавив Україну бронзових медалей командного чемпіонату світу 1999 року, яка посіла четверте місце. У 2008 р. було виявлено, що Китай сфальсифікував вік члена команди Донг Фаньсяо, тим самим звевши нанівець свої результати з цього змагання, а також Олімпіади 2000 року. Карпенко та її товаришки по команді отримали бронзову медаль.